# Bjørkelangen (ort)
Bjørkelangen är en tätort som utgör centralort i Aurskog-Hølands kommun i Akershus fylke i sydöstra Norge. Orten blev centralort då kommunen bildades 1966. Den ligger vid norra änden av sjön Bjørkelangen, längs Lierelva.
Bjørkelangen var ändstation på Urskogbanen då den öppnades 1896 och station på Urskog-Hølandsbanen efter att den blev förlängd till Skulerud 1898. Urskog-Hølandsbanens administrationsbyggnad "Bergan" låg i Bjørkelangen och är väbevarad också i dag.
Från omkring 1970 har Bjørkelangen upplevt stor utveckling med etablering av gymnasier, flera stora bostadsområden och administrativa funktioner.
Det finns en rad idylliska och fiskrika insjöar, vatten och tjärnar kring Bjørkelangen. Bland annat: Bjørkelangensjön, Maltjern, Stigrundtjern, Liertjern, Eidsdammen, Stemtjern, Røytjern, Dyntjern, Tasketjern och dricksvattentäkten Langsjøen.
Väst om Bjørkelangen ligger Høgåsen på 313 m ö.h.

## Bilder

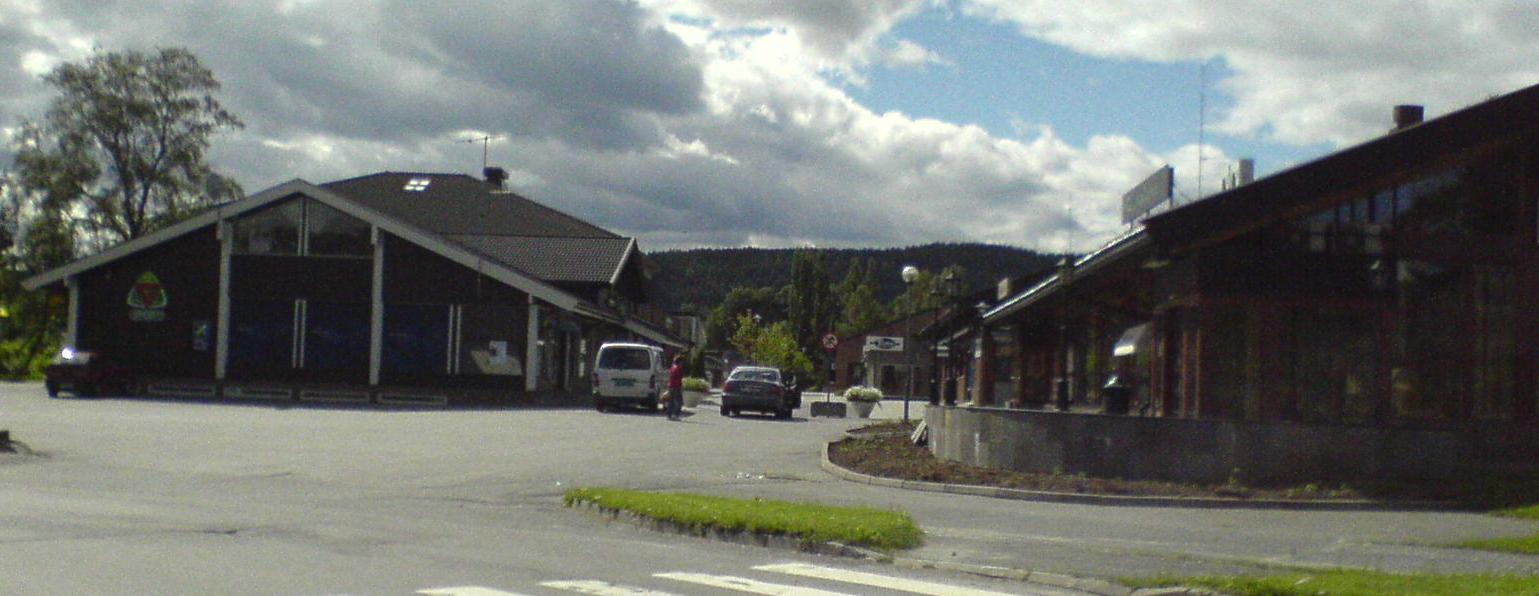
Gågata i Bjørkelangen, sett från öster.
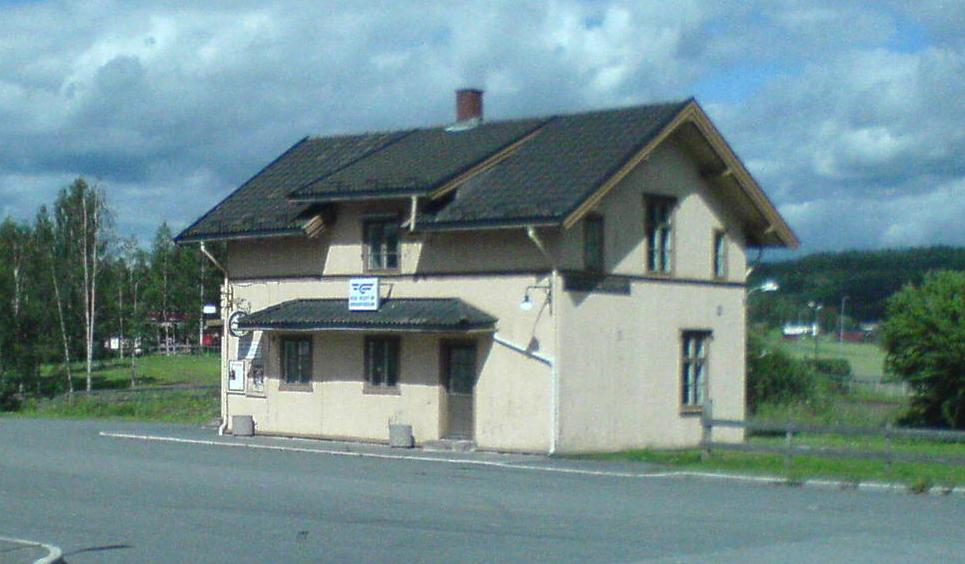
Bjørkelangens station.